# Eduard Oldenburg
Eduard Oldenburg (* 25. März 1882 in Klein Mist; † 1965 in Boitin-Resdorf) war ein deutscher Landwirt und Politiker.

## Leben
Oldenburg war Landwirt in Boitin-Resdorf bei Schönberg und bewirtschaftete einen eigenen Hof. Für die DDP gehörte er der Verfassunggebenden Versammlung von Mecklenburg-Strelitz an.